# Kabsa

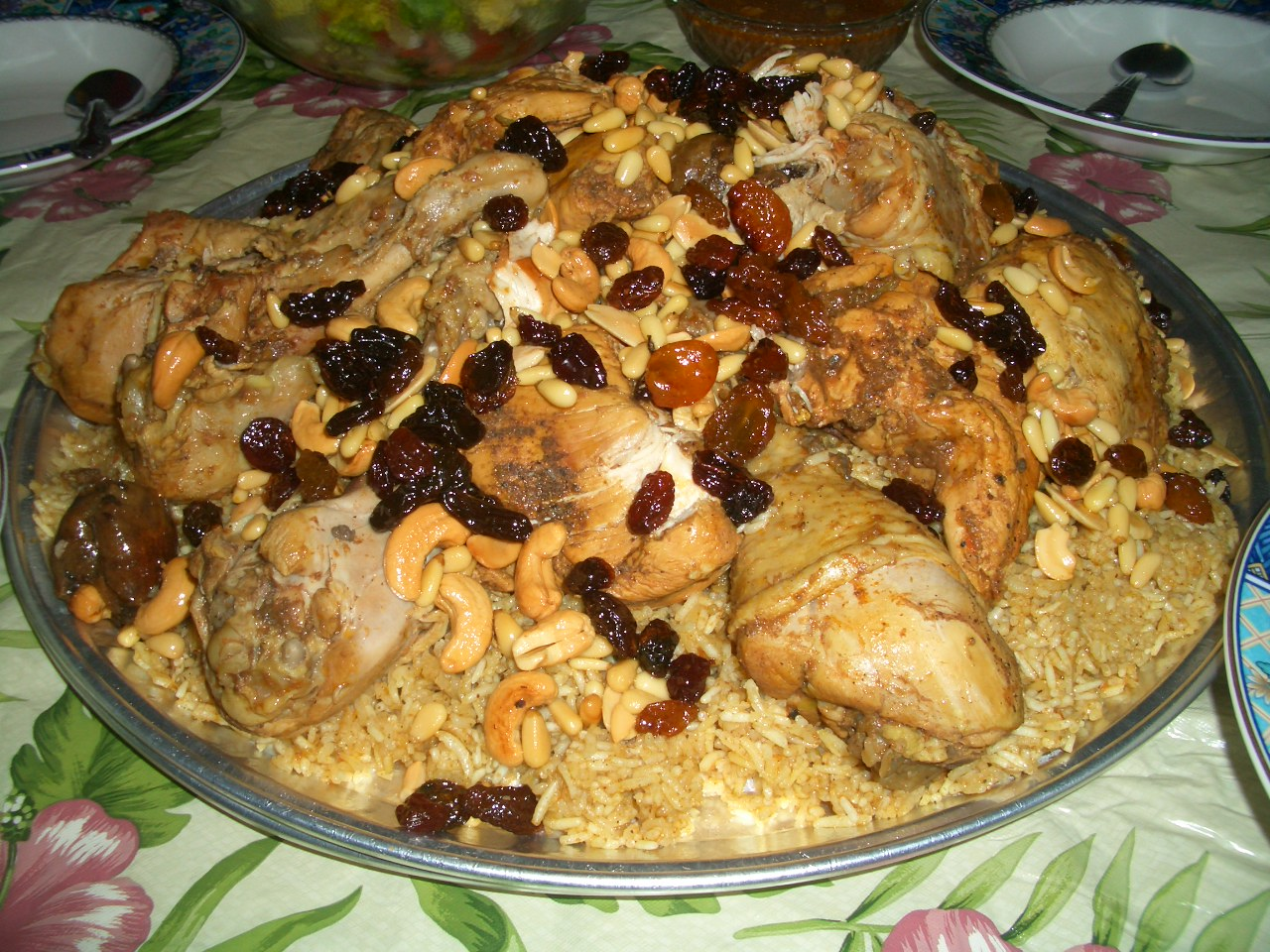
Kabsa

Kabsa (em árabe: كبسة‎, também transliterado Al khabsa, khabsa e kapsa, ou chamado machbūs, em árabe: مكبوس‎) é um pilaf, muitas vezes considerado o prato nacional da Arábia Saudita, principalmente quando cozinhado com galinha.   
Há inúmeras receitas de kabsa e, em muitas delas, a galinha é cozinhada separadamente do arroz (geralmente basmati),  ou retirada do guisado para ser dourada no forno.  Numa receita antiga, a carne era assada num buraco cavado no chão, onde se acendiam brasas, se colocava a carne e depois se tapava, chamado “mandi”. 
Normalmente, a preparação começa por um refogado de cebola em manteiga, óleo ou ghee; por vezes, a galinha em pedaços é salteada neste refogado; acrescenta-se tomate e, se for caso, água ou caldo para cozer a galinha. Nessa altura, juntam-se os condimentos, que são os ingredientes mais importantes para dar o sabor a este prato: cominho, cardamomo, pimenta, canela, açafrão, pimenta-da-jamaica, cravinho e lima, inteira ou apenas a casca. Quando o arroz está cozido, juntam-se passas de uva e, na altura de servir, amêndoas laminadas e fritas ou assadas.  
Pode ser servido com iogurte simples (como o biryani), ou misturado com pepino (salatat khiar ma'a laban). 